# Laotzeus
Laotzeus is een geslacht van kevers uit de familie bladkevers (Chrysomelidae).
De wetenschappelijke naam van het geslacht werd in 1933 gepubliceerd door Chen.

## Soorten
- Laotzeus bicolor (Wang, 1992)
- Laotzeus niger Chen & Wang, 1980